# Regiões administrativas da cidade do Rio de Janeiro
O município do Rio de Janeiro está subadministrado em oito subprefeituras que administram as 33 regiões administrativas no município (equivalente ao papel de distritos, no caso seriam 33 distritos).
O bairro da Tijuca, localizado na zona norte da cidade do Rio de Janeiro, conta com diversos pontos turísticos, entre eles o Maracanã e a Floresta da Tijuca.

## Regiões administrativas
| Subprefeitura             | Número | Região Administrativa | Bairros |
| ------------------------- | ------ | --------------------- | --- |
| Barra e Jacarepaguá       | XVI    | Jacarepaguá           | Anil, Curicica, Freguesia, Gardênia Azul, Jacarepaguá, Pechincha, Praça Seca, Tanque, Taquara e Vila Valqueire |
| Barra e Jacarepaguá       | XXIV   | Barra da Tijuca       | Barra da Tijuca, Barra Olímpica, Camorim, Grumari, Itanhangá, Joá, Recreio dos Bandeirantes, Vargem Grande e Vargem Pequena                                                                                                 |
| Barra e Jacarepaguá       | XXXIV  | Cidade de Deus        | Cidade de Deus |
| Centro e Centro Histórico | I      | Portuária             | Caju, Gamboa, Santo Cristo e Saúde |
| Centro e Centro Histórico | II     | Centro                | Centro, Glória e Lapa |
| Centro e Centro Histórico | III    | Rio Comprido          | Catumbi, Cidade Nova, Estácio e Rio Comprido |
| Centro e Centro Histórico | XXIII  | Santa Teresa          | Santa Teresa |
| Centro e Centro Histórico | VII    | São Cristóvão         | Benfica, Mangueira, São Cristóvão e Vasco da Gama |
| Centro e Centro Histórico | XXI    | Ilha de Paquetá       | Paquetá |
| Grande Tijuca             | VIII   | Tijuca                | Alto da Boa Vista, Praça da Bandeira e Tijuca |
| Grande Tijuca             | IX     | Vila Isabel           | Andaraí, Grajaú, Maracanã e Vila Isabel |
| Grande Méier              | XIII   | Méier                 | Abolição, Água Santa, Cachambi, Encantado, Engenho de Dentro, Engenho Novo, Jacaré, Lins de Vasconcelos, Méier, Piedade, Pilares, Riachuelo, Rocha, Sampaio, São Francisco Xavier e Todos os Santos                         |
| Ilha do Governador        | XX     | Ilha do Governador    | Cidade Universitária e os catorze bairros da Ilha do Governador: Bancários, Cacuia, Cocotá, Freguesia, Galeão, Jardim Carioca, Jardim Guanabara, Moneró, Pitangueiras, Portuguesa, Praia da Bandeira, Ribeira, Tauá e Zumbi |
| Zona Sul                  | IV     | Botafogo              | Botafogo, Catete, Cosme Velho, Flamengo, Humaitá, Laranjeiras e Urca |
| Zona Sul                  | V      | Copacabana            | Copacabana e Leme |
| Zona Sul                  | VI     | Lagoa                 | Gávea, Ipanema, Jardim Botânico, Lagoa, Leblon, São Conrado e Vidigal |
| Zona Sul                  | XXVII  | Rocinha               | Rocinha |
| Zona Norte                | X      | Ramos                 | Bonsucesso, Manguinhos, Olaria, Ramos |
| Zona Norte                | XI     | Penha                 | Brás de Pina, Argentino, Penha e Penha Circular |
| Zona Norte                | XII    | Inhaúma               | Del Castilho, Engenho da Rainha, Inhaúma, Higienópolis, Maria da Graça e Tomás Coelho |
| Zona Norte                | XIV    | Irajá                 | Colégio, Irajá, Vicente de Carvalho, Vila da Penha, Vila Kosmos e Vista Alegre |
| Zona Norte                | XV     | Madureira             | Bento Ribeiro, Campinho, Cascadura, Cavalcanti, Engenheiro Leal, Honório Gurgel, Madureira, Marechal Hermes, Oswaldo Cruz, Quintino Bocaiuva, Rocha Miranda, Turiaçu e Vaz Lobo                                             |
| Zona Norte                | XXII   | Anchieta              | Anchieta, Guadalupe, Parque Anchieta e Ricardo de Albuquerque |
| Zona Norte                | XXV    | Pavuna                | Acari, Barros Filho, Coelho Neto, Costa Barros, Parque Colúmbia, Pavuna |
| Zona Norte                | XXVIII | Jacarezinho           | Jacarezinho |
| Zona Norte                | XXIX   | Complexo do Alemão    | Complexo do Alemão |
| Zona Norte                | XXX    | Maré                  | Complexo de treze favelas que formam a Maré |
| Zona Norte                | XXXI   | Vigário Geral         | Cordovil, Jardim América, Parada de Lucas e Vigário Geral |
| Zona Oeste                | XVII   | Bangu                 | Bangu, Gericinó, Jabour, Padre Miguel, Senador Camará e Vila Kennedy |
| Zona Oeste                | XVIII  | Campo Grande          | Campo Grande, Cosmos, Inhoaíba, Santíssimo e Senador Vasconcelos |
| Zona Oeste                | XIX    | Santa Cruz            | Paciência, Santa Cruz e Sepetiba |
| Zona Oeste                | XXVI   | Guaratiba             | Barra de Guaratiba, Guaratiba, Ilha de Guaratiba e Pedra de Guaratiba |
| Zona Oeste                | XXXIII | Realengo              | Campo dos Afonsos, Deodoro, Jardim Sulacap, Magalhães Bastos, Realengo e Vila Militar |